# Elaeocarpus bracteatus
Elaeocarpus bracteatus är en tvåhjärtbladig växtart som beskrevs av Wilhelm Sulpiz Kurz. Elaeocarpus bracteatus ingår i släktet Elaeocarpus och familjen Elaeocarpaceae. Inga underarter finns listade i Catalogue of Life.